# 초대받은 성웅들
"招待받은 聖雄들"은 1984년에 개봉한 대한민국의 영화이다.

## 캐스팅
- 유인촌
- 김성수
- 윤양하
- 김민경
- 곽은경
- 오영화
- 김애경
- 문미봉
- 윤일주
- 이인옥
- 이향
- 최성호
- 서옥모
- 황명하
- 장정국
- 한태일
- 최민규
- 박용팔
- 이예민
- 임해림
- 신동욱
- 박부양
- 김기범
- 양일민
- 백송
- 박종설
- 박민호
- 한국남
- 이창무
- 이석구
- 권일정
- 최연수
- 조학자
- 김신명
- 전숙
- 유명순
- 이정애
- 양춘
- 최성우
- 박영선
- 강태선
- 송상은